# Давидков Іван Іванов
Давидков Іван Іванов (болг. Иван Иванов Давидков, 9 березня 1926, село Живовці, Царство Болгарія — 6 серпня 1990, Софія, Болгарія) — болгарський письменник і перекладач.

## Біографія
Навчався у Софійському університеті, який закінчив у 1951 році. Від 1946 року працював головним редактором літературного додатка видання «Родни простори», згодом — головним редактором журналів «Пламъче» і «Славейче». У 1950 році став членом Спілки письменників Болгарії. Член Болгарської компартії з 1961 року. У 1968—1986 роках був головним редактором видавництва «Български писател».
Кілька разів відвідав Україну. У 1958—1959 роках проходив стажування в Україні. Брав участь у творчих симпозіумах, наукових форумах Спілки письменників України.
Лауреат Літературної премії І. Франка (кінець 1980-х років).

## Творчість
І. Давидков видав низку поетичних збірок, серед яких «Світло від інею» («Светлина от скрежа», 1957), «Сузір'я світлячків» («Съзвездието на светулките», 1961), «Крила і корені» («Крила и корени», 1964), «Пісні й балади» («Песни и балади», 1965), «Тракійські могили» («Тракийски могили», 1968), «Танок кипарисів» (1975), «Молитва про різець і камінь» («Молитви за длетото и камъка», 1978) та інші. Писав також ліризовану прозу, присвячену проблемі мистецтва і світу. Він є автором романів і повістей «Кусень хліба для подорожнього» (1971), «Білий кінь під вікном» (1975), «Квиток до Бретані» (1977). , присвятив їй збірки «Українець з білою гармонією» (1951) і «Дніпро під моїм вікном тече» (1960). У книжках «Політ стріли» («Полетът на стрелата», 1985) і «Нічна віолончель» («Нощно виолончело», 1989) Давидков виступив із замітками, спостереженнями, есе до питань розвитку літератури й мистецтва як болгарської, так і зарубіжної, зокрема української.
Переклав кілька творів Т. Шевченка, написав кілька віршів і статей про нього. Перекладав болгарською мовою також твори інших українських поетів, переважно радянського часу — Лесі Українки, О. Довженка, М. Рильського, П. Тичини, П. Воронька, І. Драча, Д. Павличка та інших.
Окремі твори Давидкова українською мовою переклали Д. Павличко, Р. Лубківський, Д. Білоус, В. Захаржевська, М. Сингаївський, В. Ткаченко, Р. Братунь, О. Кетков, І. Білик.

## Українські переклади
- Лірика. — К., 1960.
- Кусень хліба для подорожнього // Всесвіт. 1972. № 6;
- Був собі художник. // «Всесвіт», 1975, № 9-10.
- Прощай, Акрополю! // Сучасна болгарська повість. — К., 1981.
- Зимові сни левів // «Всесвіт». 1984. № 2.
- Човен Харона // «Всесвіт», 1988. № 5.